# Milena Cillerová
Milena Cillerová (* 12. srpna 1945 Jilemnice) je bývalá československá běžkyně na lyžích. Jejím manželem byl lyžařský trenér Zdeněk Ciller (1936–2023).

## Lyžařská kariéra
Na XI. ZOH v Sapporu 1972 skončila v běhu na lyžích na 5 km na 22. místě, na 10 km na 30. místě a ve štafetě na 3×5 km na 6. místě.